# Frédéric Ozanam
Antoine Frédéric Ozanam, född 23 april 1813, död 8 september 1853, var en fransk litteraturhistoriker.
Ozanam var från 1841 professor vid Sorbonne, och hörde tillsammans med Henri Lacordaire till förfäktarna av Hughes Felicité Robert de Lamennais' "liberala katolicism". I verk som Dante et la philosophie catholique au XIII:e siècle (1839), Études germaniques pour servir à l'histoire des francs (2 band, 1847-49), Documents inédits pour servir à l'histoire de l'Italie depuis le VIII:e siècle juszu'au XIII:e (1850, omtryckt 1897) och Les poëtes franciscains en Italie au XIII:e siècle (1852) ville han visa hur den katolska kyrkan under medeltiden var civilisationens bärare.